# Gephyromantis schilfi
A Gephyromantis schilfi   a kétéltűek (Amphibia) osztályába és  a békák (Anura) rendjébe aranybékafélék (Mantellidae) családjába tartozó faj. 

## Előfordulása
Madagaszkár endemikus faja. A sziget északi részén, a Marojejy Nemzeti Parkban, 1250 m-es tengerszint feletti magasságban honos.

## Nevének eredete
Nevét Dr. Wolfgang Schilf mikrobiológus 50. születésnapjának emlékére kapta, édesanyjának, Margot Schilfnek a Biopat szervezeten keresztül a kutatás céljára nyújtott támogatásáért.

## Megjelenése
Kis méretű  Gephyromantis faj. Testhossza 27–29 mm. Háti oldalán alig feltűnő hosszanti bőrredő húzódik. Színe változatos, de többnyire egységes, fejének oldala sötétebb árnyalatú.

## Természetvédelmi helyzete
A vörös lista a sebezhető fajok között tartja nyilván. Egyetlen védett helyen, Marojejy Nemzeti Parkban ismert.